# プレシーズンマッチ
プレシーズンマッチとは、サッカーやバスケットボール、ラグビー等のクラブチーム間で公式戦と別に開催される非公式試合（エキシビションマッチ）のことをいう。主に公式戦のシーズン前に開催されることからこのように表記される（英語表記すると "pre-season match" ）が、和製英語であり、英語圏では "pre-season friendlies" と称する。
なお、野球におけるプレシーズンマッチについては「オープン戦」の項目を参照のこと。

## サッカーにおけるプレシーズンマッチ
日本プロサッカーリーグ（Jリーグ）所属クラブ同士によるプレシーズンマッチは公式戦前の2-3月に開催されることが多いが、2ステージ制を取っていた期間における1st・2ndステージの中間やFIFAインターナショナルマッチカレンダー（日本代表の活動期間）に伴う試合の中断期間にも開催されることもある。
夏（7月から8月にかけて）のインターナショナルマッチカレンダー期間にはJリーグ所属クラブとヨーロッパ・南米を中心とした海外クラブとのプレシーズンマッチが多く組まれる。これは、ヨーロッパの各国リーグが秋春制を採用しており、この時期が海外クラブにとっての「プレシーズン」となるためである。欧州の資金力のある強豪クラブ（マンチェスター・ユナイテッドFC、マンチェスター・シティFC、パリ・サンジェルマンFCなど）は「アジアツアー」等と称して日本を含むアジア諸国や北米でプレシーズンマッチを行うことがあるが、これについては遠征先（すなわち欧州以外）での関連事業も含めた総合的な認知度向上が目的であると複数の媒体で言及されている。
Jリーグが主導して開催されたプレシーズンマッチとして、Jリーグワールドチャレンジ（欧州の強豪クラブを招待して開催、夏に実施）、Jリーグニューイヤーカップ（各クラブのシーズン前キャンプ地でもある宮崎県・鹿児島県・沖縄県で開催）がある。

### 毎年定期的に開かれるプレシーズンマッチ
プレシーズンマッチは、親善試合のように一般的には1度だけしか行われないものが多いが、ここでは定期的に行われている、もしくは有名なプレシーズンマッチの例を挙げる。なお、この項ではJリーグの公式試合として認定されていないものを挙げる（スーパーカップ、サンワバンクカップなどは含めない）。
ちばぎんカップ
同じ千葉県に本拠地を置く柏レイソルとジェフユナイテッド市原・千葉が毎年シーズン前に直接対決する大会。千葉県サッカー協会が主催・運営し、千葉テレビ放送でも中継 (2012年まで録画) される。
いばらきサッカーフェスティバル
同じ茨城県に本拠地を置く鹿島アントラーズと水戸ホーリーホックが毎年シーズン前に直接対決する大会。2005年に第1回が行われた。茨城県サッカー協会が主催・運営し、NHK水戸放送局、LuckyFM茨城放送、FMかしまなどで中継されることがある。
さいしんカップ
毎年浦和レッズとJ2のチームが、埼玉縣信用金庫の本店がある熊谷市の熊谷スポーツ文化公園陸上競技場で開催する大会。2004年はヴァンフォーレ甲府と、2005年は同年J2に昇格したザスパ草津と試合を行った。
GTFカップ
毎年夏季に開催されるグレーター・トウキョウ・フェスティバル（GTF）の開催に併せて、J1リーグの上位クラブとヨーロッパの強豪チームを招いて国立霞ヶ丘競技場陸上競技場でのドリームマッチを開催する。
名古屋グランパス vs FC岐阜（名岐ダービー、名岐カップ）
FC岐阜がJ2に加盟した2008年度より開催されている。試合会場はそれぞれのホームスタジアムを使用（2008年は長良川陸上競技場、2009年は豊田スタジアム、2010年は名古屋市瑞穂公園陸上競技場）する。試合の模様は岐阜のオフィシャルスポンサーであり、また過去に名古屋の試合中継の実績があるメ～テレが深夜に録画中継という形で放送している。2011年は名古屋グランパスがFUJI XEROX SUPER CUP出場のためこのカードは実施されなかった。2012年、2013年度も行われなかった。
AOMORIスーパーカップ
同じ青森県に本拠地を置くヴァンラーレ八戸、ラインメール青森FCおよびブランデュー弘前が対決する大会（青森県ダービー）で、2021年の夏季からスタートした。日本サッカー協会、日本プロサッカーリーグ主催で、後援は八戸市。

## bjリーグにおけるプレシーズンマッチ
bjリーグでは、開幕年に当たる2005年に、シーズン開幕前の9月・10月の2ヶ月間、bjリーグの宣伝も兼ねたプレシーズンマッチを全国各地で数試合開催したことがある。
2006年以降はリーグ内球団同士のみならず、海外のチームともプレシーズンを行っている。一方で、新規参入を目指す地域においてリーグへのアピールなどを目的とするプレシーズンを組む場合もある。

## ラグビー・トップリーグにおけるプレシーズンマッチ
2015年-2016年度のジャパンラグビートップリーグは、ラグビー日本代表が9-10月にラグビーワールドカップ2015、サンウルブズが2016年3月からスーパーラグビーにそれぞれ出場するための日程調整の問題から、通常の長期戦の日程が組めないため、平年の第1ステージにあたる9-10月にリーグ戦とは別のプレシーズンマッチの位置づけで「トップリーグ・プレシーズンリーグ2015」を開催。